# Municipio de La Crosse-Brookdale
El municipio de La Crosse-Brookdale (en inglés: La Crosse-Brookdale Township) es un municipio ubicado en el condado de Rush en el estado estadounidense de Kansas. En el año 2010 tenía una población de 1448 habitantes y una densidad poblacional de 6,63 personas por km².

## Geografía
El municipio de La Crosse-Brookdale se encuentra ubicado en las coordenadas 38°31′54″N 99°22′25″O / 38.53167, -99.37361. Según la Oficina del Censo de los Estados Unidos, el municipio tiene una superficie total de 218.34 km², de la cual 218,32 km² corresponden a tierra firme y (0,01 %) 0,02 km² es agua.

## Demografía
Según el censo de 2010, había 1448 personas residiendo en el municipio de La Crosse-Brookdale. La densidad de población era de 6,63 hab./km². De los 1448 habitantes, el municipio de La Crosse-Brookdale estaba compuesto por el 98,27 % blancos, el 0,21 % eran afroamericanos, el 0,35 % eran amerindios, el 0,21 % eran asiáticos, el 0,14 % eran de otras razas y el 0,83 % eran de una mezcla de razas. Del total de la población el 2,83 % eran hispanos o latinos de cualquier raza.